# Nina Serbina
Nina Serbina (ukrainisch Ніна Сербіна; * 21. Juli 1952) ist eine ehemalige ukrainische Hochspringerin, die für die Sowjetunion startete.
1979 wurde sie beim Leichtathletik-Weltcup in Montreal Dritte.
Sie ist mit dem lettischen Schachspieler und -trainer Zigurds Lanka verheiratet.

## Persönliche Bestleistungen
- Hochsprung: 1,96 m, 3. Juni 1980, Tschernihiw
  - Halle: 1,91 m, 12. Februar 1983, Moskau